# Terra (electricitat)
|  | No s'ha de confondre amb Presa de terra. |

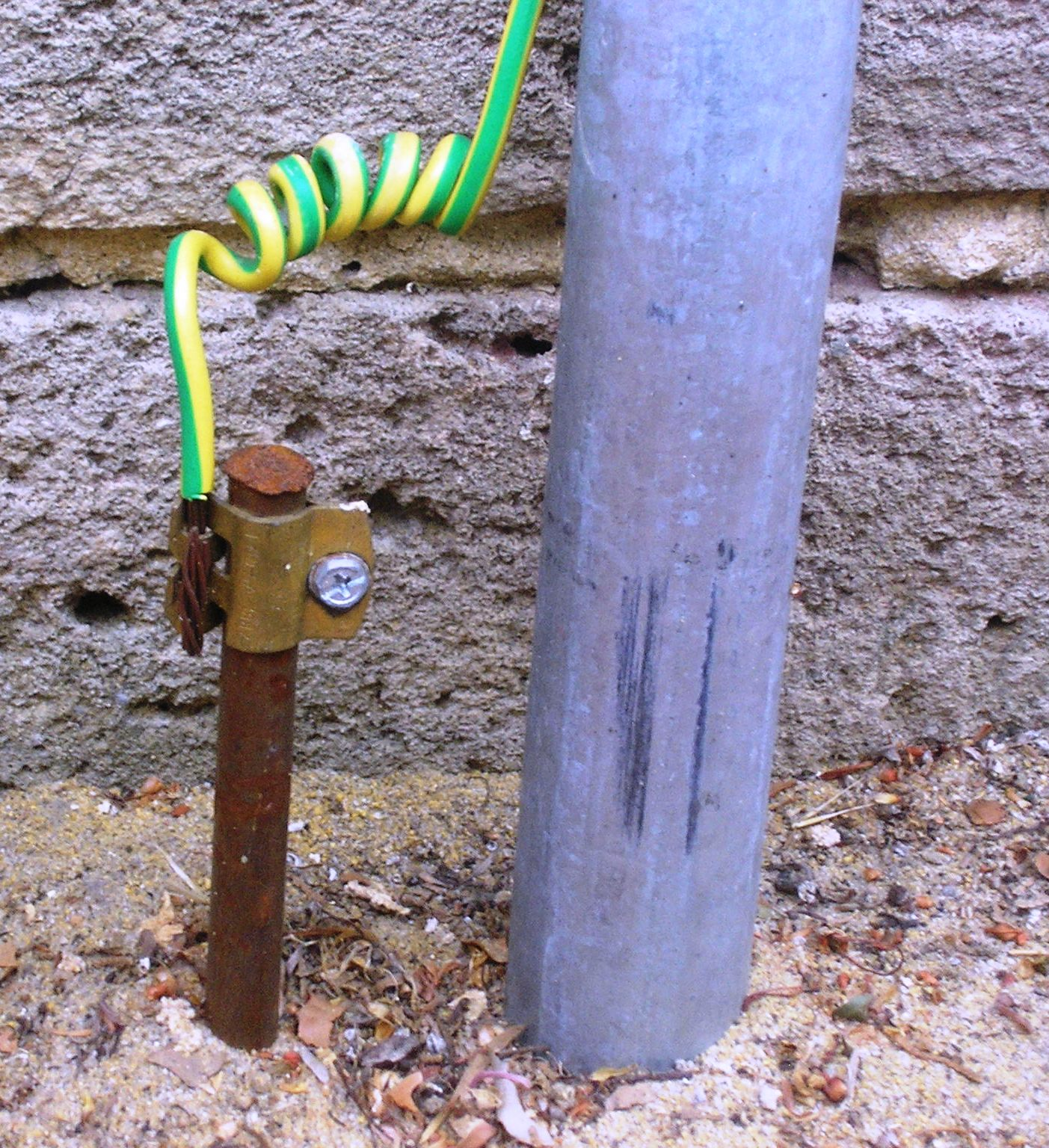
Vareta usada com elèctrode de terra. El color verd-groc designa el cable de terra.

En enginyeria elèctrica, terra, chassis o massa és el punt de referència d'un circuit elèctric a partir del qual es mesuren les tensions, un camí de retorn comú per al corrent elèctric, o una connexió física directa amb el  terra.
Els circuits elèctrics poden estar connectats a terra (terra) per diverses raons. Les parts metàl·liques exposades dels equips elèctrics estan connectades a terra, de manera que les fallades de l'aïllament intern desencadenen mecanismes de protecció com  fusible o interruptor al circuit per eliminar l'energia de la dispositiu. Això garanteix que les parts exposades mai poden tenir un voltatge perillós respecte a terra, cosa que podria provocar una descàrrega elèctrica si una persona a terra les toqués. En els sistemes de distribució d'energia elèctrica, un conductor de terra de protecció (PE) és una part essencial de la seguretat proporcionada per un sistema de presa de terra.

## Característiques
El terra també limita l'acumulació d'electricitat estàtica quan manipulem productes inflamables o dispositius sensibles a l'electroestàtica. En alguns circuits de telègraf i de transmissió d'energia, la terra mateixa es pot fer servir com a  conductor del circuit, estalviant el cost d'instal·lar un conductor de retorn separat.
A efectes de mesura, el Terra serveix com a referència (raonablement) de potencial contra la qual es poden mesurar altres voltatges. Un sistema de terra elèctric ha de tenir una capacitat de transport de corrent adequada per servir com a nivell adequat de referència de tensió zero. En la teoria de circuit electrònic, un "terra" normalment es idealitza com una càrrega infinita, que pot absorbir una quantitat il·limitada de corrent sense canviar el seu potencial. Quan una connexió a terra real té una resistència important, l'aproximació del potencial zero deixa de ser vàlida.
L'ús del terme terra és tan freqüent en aplicacions elèctriques i electròniques que els circuits en  dispositius electrònics portàtils com telèfon mòbil i  reproductors portàtils o en circuits de vehicles es diu que tenen una connexió "a terra" sense cap connexió real amb la Terra, tot i que "comú" és un terme més adequat per a aquesta connexió. Generalment és un gran conductor connectat a un costat de la font d'alimentació (com el "pla de terra" en una placa de circuit imprès) que serveix de camí de retorn comú del corrent des de molts components diferents del circuit.

## Història
Sistemes electromagnètics de gran distància  telègraf des de 1820 en endavant 
Un 'telègraf electroquímic' creat pel metge, anatomista i inventor Samuel Thomas von Sömmering el 1809, basat en un disseny anterior i menys robust del 1804 per català polimata i científic Francesc Salvà i Campillo, tots dos utilitzaven múltiples cables (fins a 35) per representar gairebé totes les lletres i números llatins. Es podrien transmetre missatges elèctricament fins a uns quants quilòmetres (segons el disseny de von Sömmering), amb cadascun dels cables del receptor del telègraf immers en un tub de vidre separat d'àcid. L'enviador va aplicar un corrent elèctric de manera seqüencial a través dels diversos cables que representaven cada dígit d'un missatge; a l'extrem del receptor els corrents electrolitzaren l'àcid dels tubs en seqüència, alliberant corrents de bombolles d'hidrogen al costat de cada lletra o número associat. L'operador del receptor del telègraf vigilava les bombolles i després podia gravar el missatge transmès. va utilitzar dos o més cables per portar corrents de senyal i retorn. Després va ser descobert, probablement pel científic alemany Carl August Steinheil el 1836-1837, que es podria fer servir el terreny com a camí de retorn per completar el circuit, fent que el fil de retorn sigui innecessari. Tot i això, hi va haver problemes amb aquest sistema, exemplificat per la línia telegràfica transcontinental.

## Sistemes de protecció contra llamps
Els sistemes de protecció contra llamps estan dissenyats per mitigar els efectes del llamp mitjançant la connexió a sistemes extensos de posada a terra que proporcionen una connexió de gran superfície a terra. L'àrea gran és necessària per dissipar l'alt corrent d'un llamp sense danyar els conductors del sistema per excés de calor. Com que els llamps són pols d'energia amb components de molt alta freqüència, els sistemes de posada a terra per a la protecció contra llamps acostumen a utilitzar curtes conduccions rectes de conductors per reduir l'autoinductància i l'efecte de la pell.

## Seguretat en el cablejat d'edificis
Els sistemes de distribució d'energia elèctrica sovint es connecten a terra per limitar la tensió que pot aparèixer als circuits de distribució. Un sistema de distribució aïllat del terra pot assolir un potencial elevat a causa de les tensions transitòries causades per l'arc, l'electricitat estàtica o el contacte accidental amb circuits de potencial més alt. Una connexió a terra del sistema dissipa aquests potencials i limita l'augment de la tensió del sistema a terra.
En els sistemes de subministrament d'electricitat, un sistema de posada a terra defineix el potencial elèctric dels conductors respecte al de la superfície conductora de la Terra. L'elecció del sistema de presa de terra té implicacions per a la seguretat i la compatibilitat electromagnètica de l'alimentació. Les regulacions sobre sistemes de posada a terra varien considerablement entre diferents països. Una connexió a terra funcional serveix molt més que per protegir-se dels cops elèctrics, ja que una connexió pot comportar corrent durant el funcionament normal d'un dispositiu. Aquests dispositius inclouen la supressió de sobretensió, filtres de compatibilitat electromagnètica, alguns tipus d'antenes i diversos instruments de mesura. Generalment el sistema de terra de protecció també s'utilitza com a terra funcional, tot i que això requereix cura.

## Aplicacions electròniques
Els senyals de terra serveixen com a camins de retorn per a senyals i potència (a voltatges extra més baixos, inferiors a uns 50 V) dins dels equips i per a les interconnexions del senyal entre equips. Molts dissenys electrònics presenten un únic retorn que serveix de referència per a tots els senyals. Els motius de potència i senyal sovint es connecten, normalment a través de la caixa metàl·lica de l'equip. Els dissenyadors de plaques de circuit imprès han de tenir cura de la disposició dels sistemes electrònics de manera que els corrents de gran potència o de commutació ràpida en una part del sistema no injectin soroll a les parts sensibles de baix nivell d'un sistema a causa d'una impedància habitual a la presa de terra. rastres de la disposició.

### Massa vs. terra
El voltatge es defineix com una diferència de potencials elèctrics. Per mesurar el potencial en un sol punt mitjançant un voltímetre, s'ha d'especificar un punt de referència per a mesurar respecte a ell. En l'argot d'enginyeria, aquest punt de referència comú s'anomena comunament "terra" i es considera que té un potencial zero. Aquest terra de senyal pot estar connectat a una presa de terra. Un sistema on el terra del sistema no està connectat a un altre circuit o a terra (tot i que pot haver-hi encara un acoblament CA) sovint es coneix com a terra flotant o aïllat doble.

### Motius funcionals
Alguns dispositius requereixen una connexió amb la massa de terra per funcionar correctament, a diferència de qualsevol rol merament protector. Aquesta connexió es coneix com a terra funcional, per exemple, algunes estructures d'antena de longitud d'ona llarga requereixen una connexió terrestre funcional, que generalment no s'ha de connectar indiscriminadament a la terra de protecció d'alimentació, ja que la introducció de freqüències de ràdio transmeses a la xarxa de distribució elèctrica és a la vegada. il·legal i potencialment perillós. A causa d'aquesta separació, normalment no s'ha de confiar en un terreny purament funcional per exercir una funció protectora. Per evitar accidents, aquests sòls funcionals es filen normalment en cable blanc o crema, i no en verd o en verd / groc.

## Estora de terra

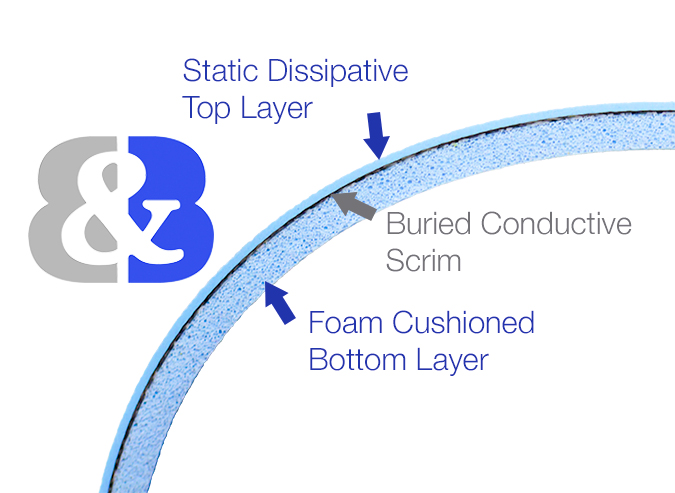
Estora de terra de vinil dissipant estàtica de tres capes mostrada a escala macro

En una subestació elèctrica, una estora de terra (terra) és una malla de material conductor instal·lat en llocs on una persona estaria per operar un interruptor o un altre aparell; està unida a l'estructura metàl·lica de suport local i al mànec de l'interruptor, de manera que l'operador no quedarà exposat a una tensió diferencial elevada a causa d'una falla a la subestació.
Als entorns de dispositius sensibles electroestàtics, s'utilitza una estora de terra (presa de terra) per posar a terra l'electricitat estàtica generada per les persones i els equips mòbils. N'hi ha de dos tipus utilitzats en el control estàtic: les estores dissipants estàtiques i les estores conductores.
Una estora dissipant estàtica que es recolza sobre una superfície conductora (normalment en el cas de les instal·lacions militars) es compon generalment de 3 capes (3 capes) amb capes de vinil dissipatives estàtiques que envolten un substrat conductor que està unit elèctricament al terra (terra). Per a usos comercials, tradicionalment s'utilitzen estores de goma dissipatives estàtiques que estan formades de 2 capes (de 2 capes) amb una capa dissipadora estàtica resistent a la soldadura resistent que fa que duren més que les estores de vinil i un fons de cautxú conductor. Els catifes conductors són de carboni i només s'utilitzen als sòls amb l'objectiu d'atraure l'energia elèctrica estàtica a terra el més ràpidament possible. Les estores normalment conductores es fabriquen amb amortiment per mantenir-se en peu i s'anomenen estores "antipàtics".
Perquè una estora dissipant estàtica estigui connectada a terra de manera fiable, ha d'anar unida a un camí a terra. Normalment, tant la estora com la corretja del canell es connecten a terra mitjançant un sistema comú de terra (CPGS).
A les botigues de reparació d'ordinadors i als fabricants d'electrònica s'han de posar a terra abans de treballar en dispositius sensibles a les tensions que puguin ser generats pels humans. Per això, les estores dissipatives estàtiques poden ser i també es fan servir als pisos de muntatge de producció com a "corredor del pis" al llarg de la línia de muntatge per dibuixar estàtiques generades per gent que camina cap amunt i cap avall.

## Aïllament
L'aïllament és un mecanisme que derrota la presa de terra. S'utilitza freqüentment amb dispositius de consum de baix consum i quan enginyers electrònics, aficionats o reparadors treballen en circuits que normalment funcionarien amb la tensió de la línia elèctrica. L'aïllament es pot fer només col·locant un transformador de “cable calibre 1” amb un nombre igual de voltes entre el dispositiu i el servei d'alimentació regular, però s'aplica a qualsevol tipus de transformador utilitzant dues o més bobines aïllades elèctricament les unes de les altres.
Per a un dispositiu aïllat, tocar un únic conductor amb motor no causa un xoc greu, ja que no hi ha cap camí de tornada a l'altre conductor a través del terra. No obstant això, encara es poden produir xocs i electrocució si es posa en contacte amb la pell nua els dos pols del transformador. Anteriorment, es va suggerir que els reparadors "treballessin amb una mà darrere de l'esquena" per evitar tocar dues parts del dispositiu a prova alhora, impedint així que un circuit travessés el pit i interrompés els ritmes cardíacs i provoquessin aturada cardíaca.
Generalment, cada transformador de línia de corrent altern actua com a transformador d'aïllament, i cada pas amunt o avall té el potencial de formar un circuit aïllat. Tot i això, aquest aïllament evitarà que els dispositius fallits que bufessin fusibles quan fossin escurçats al conductor de terra. L'aïllament que podria crear cada transformador es derrota al tenir sempre una cama dels transformadors a terra, a banda i banda de les bobines del transformador d'entrada i sortida. Les línies d'energia generalment posen a terra un fil específic a cada pol, per assegurar la igualació actual de pol a pol si es produeix un curt a terra.
En el passat, els electrodomèstics han estat dissenyats amb un aïllament intern fins a un punt que permetia la simple desconnexió de terra per endolls de trampes sense problema aparent (una pràctica perillosa, ja que la seguretat de l'equip flotant resultant depèn de l'aïllament del seu transformador de potència). No obstant això, els aparells moderns solen incloure mòduls d'entrada d'energia dissenyats amb un acoblament capacitiu deliberat entre les línies de corrent altern i el xassís per suprimir la interferència electromagnètica. D'aquesta manera es produeix un corrent de fuites significatiu de les línies elèctriques a terra. Si el terra està desconnectat per un tap de trampes o per accident, el corrent de fuita resultant pot provocar xocs lleus, fins i tot sense cap tipus de falla en l'equip. Fins i tot els petits corrents de fuita són una preocupació important en els ambients mèdics, ja que la desconnexió accidental del sòl pot introduir aquests corrents en parts sensibles del cos humà. Com a resultat, les fonts d'alimentació mèdica estan dissenyades perquè tinguin una baixa capacitat.
Els aparells i fonts d'alimentació de la classe II (com ara carregadors de telefonia mòbil) no proporcionen cap connexió a terra i estan dissenyats per aïllar la sortida